# Ambrault
Ambrault és un municipi francès, situat al departament de l'Indre i a la regió de Centre – Vall del Loira. L'any 2007 tenia 840 habitants.

## Demografia

### Població
El 2007 la població de fet d'Ambrault era de 840 persones. Hi havia 341 famílies, de les quals 88 eren unipersonals (38 homes vivint sols i 50 dones vivint soles), 114 parelles sense fills, 114 parelles amb fills i 25 famílies monoparentals amb fills.
La població ha evolucionat segons el següent gràfic:
Habitants censats

### Habitatges
El 2007 hi havia 426 habitatges, 339 eren l'habitatge principal de la família, 54 eren segones residències i 32 estaven desocupats. 418 eren cases i 7 eren apartaments. Dels 339 habitatges principals, 276 estaven ocupats pels seus propietaris, 51 estaven llogats i ocupats pels llogaters i 12 estaven cedits a títol gratuït; 1 tenia una cambra, 16 en tenien dues, 58 en tenien tres, 104 en tenien quatre i 161 en tenien cinc o més. 247 habitatges disposaven pel capbaix d'una plaça de pàrquing. A 115 habitatges hi havia un automòbil i a 185 n'hi havia dos o més.

### Piràmide de població
La piràmide de població per edats i sexe el 2009 era:
| Homes | Edats   | Dones |
| ----- | ------- | ----- |
| 4     | 95 o +  | 0     |
| 0     | 90 a 94 | 4     |
| 4     | 85 a 89 | 16    |
| 4     | 80 a 84 | 12    |
| 16    | 75 a 79 | 8     |
| 24    | 70 a 74 | 20    |
| 4     | 65 a 69 | 28    |
| 16    | 60 a 64 | 20    |
| 8     | 55 a 59 | 8     |
| 28    | 50 a 54 | 20    |
| 32    | 45 a 49 | 16    |
| 24    | 40 a 44 | 28    |
| 36    | 35 a 39 | 20    |
| 12    | 30 a 34 | 40    |
| 16    | 25 a 29 | 24    |
| 24    | 20 a 24 | 20    |
| 0     | 15 a 19 | 16    |
| 16    | 10 a 14 | 28    |
| 28    | 5 a 9   | 28    |
| 24    | 0 a 4   | 4     |

## Economia
El 2007 la població en edat de treballar era de 520 persones, 409 eren actives i 111 eren inactives. De les 409 persones actives 381 estaven ocupades (220 homes i 161 dones) i 28 estaven aturades (8 homes i 20 dones). De les 111 persones inactives 41 estaven jubilades, 29 estaven estudiant i 41 estaven classificades com a «altres inactius».

### Ingressos
El 2009 a Ambrault hi havia 346 unitats fiscals que integraven 878 persones, la mediana anual d'ingressos fiscals per persona era de 16.494 €.

### Activitats econòmiques
Dels 24 establiments que hi havia el 2007, 1 era d'una empresa alimentària, 2 d'empreses de fabricació d'altres productes industrials, 6 d'empreses de construcció, 4 d'empreses de comerç i reparació d'automòbils, 4 d'empreses de transport, 2 d'empreses d'hostatgeria i restauració, 2 d'empreses financeres, 2 d'entitats de l'administració pública i 1 d'una empresa classificada com a «altres activitats de serveis».
Dels 8 establiments de servei als particulars que hi havia el 2009, 1 era una gendarmeria, 1 oficina de correu, 2 paletes, 1 lampisteria, 2 electricistes i 1 restaurant.
Dels 2 establiments comercials que hi havia el 2009, 1 era una botiga de menys de 120 m² i 1 una fleca.
L'any 2000 a Ambrault hi havia 14 explotacions agrícoles que ocupaven un total de 1.298 hectàrees.

## Equipaments sanitaris i escolars
El 2009 hi havia una escola elemental.

## Poblacions més properes
El següent diagrama mostra les poblacions més properes.